# Ulica Janusza Korczaka w Kijowie
Ulica Janusza Korczaka – ulica w rejonie szewczenkowskim w Kijowie. Biegnie od ulicy Wsiewołoda Pietriwa do ulicy Salutnej.

## Historia
Ulica powstała w latach 40. i 50. XX wieku pod nazwą 865-ta Nova. W 1953 roku nazwano ją Baumańską, na cześć rosyjskiego marksistowskiego rewolucjonisty Nikołaja Baumana.
W 1997 roku deputowani Rady Miejskiej Kijowa przegłosowali zmianę nazwy ulicy Baumańskiej, która miała otrzymać nazwę ulicy Iwana Bahrianego. Decyzja ta została podjęta niewłaściwie i nie miała skutków prawnych. Od 2016 roku nosi współczesną nazwę na cześć polskiego nauczyciela, pisarza, doktora Janusza Korczaka.

## Instytucje
- Kijowska Wyższa Zawodowa Szkoła Usług i Projektowania Szycia (budynek nr 8)
- Liceum Ogólnokształcące nr 163 (budynek nr 30)
- Narodowa Biblioteka Ukrainy dla Dzieci (budynek nr 60)

## Pomniki
W pobliżu Narodowej Biblioteki Dziecięcej znajduje się pomnik Małego Czytelnika. Wykonany z brązu według projektu rzeźbiarza Borisa Dowgania, otwarty w 1978 roku.

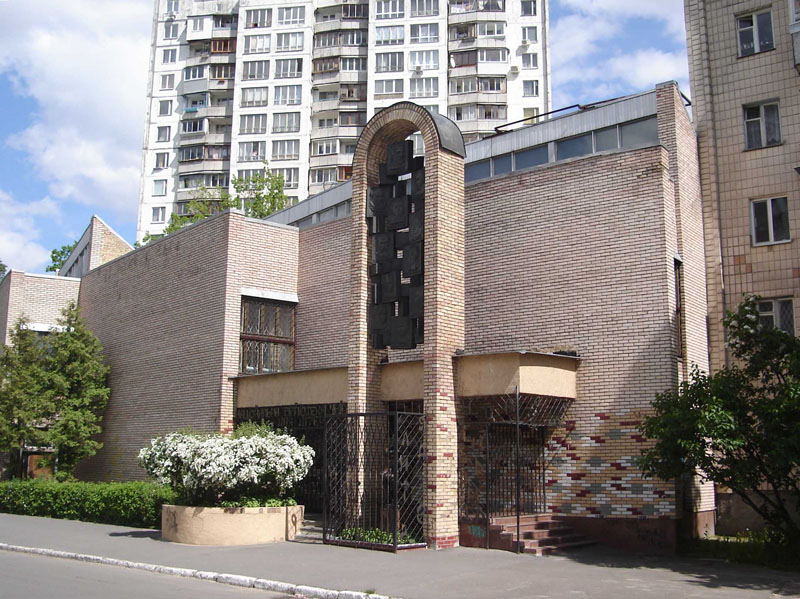
Narodowa Biblioteka Ukrainy dla Dzieci